# Charles Dobson
Charles Dobson (Colchester, 20 de octubre de 1999) es un deportista británico que compite en atletismo, especialista en las carreras de relevos.
Participó en los Juegos Olímpicos de París 2024, obteniendo una medalla de bronce en la prueba de 4 × 400 m.
Ganó una medalla de bronce en el Campeonato Mundial de Atletismo de 2023 y dos medallas en el Campeonato Europeo de Atletismo, en los años 2022 y 2024.

## Palmarés internacional
| Juegos Olímpicos   | Juegos Olímpicos   | Juegos Olímpicos  | Juegos Olímpicos |
| Año                | Lugar              | Medalla           | Prueba           |
| ------------------ | ------------------ | ----------------- | ---------------- |
| 2024               | París (Francia)    | Medalla de bronce | 4 × 400 m        |
| Campeonato Mundial |                    |                   |                  |
| Año                | Lugar              | Medalla           | Prueba           |
| 2023               | Budapest (Hungría) | Medalla de bronce | 4 × 400 m        |
| Campeonato Europeo |                    |                   |                  |
| Año                | Lugar              | Medalla           | Prueba           |
| 2022               | Múnich (Alemania)  | Medalla de oro    | 4 × 400 m        |
| 2024               | Roma (Italia)      | Medalla de plata  | 400 m            |